# Xanthostemon chrysanthus
Mai Thái vàng (Xanthostemon chrysanthus) là một loài thực vật có hoa trong Họ Đào kim nương. Loài này được (F.Muell.) Benth. miêu tả khoa học đầu tiên năm 1867.

## Hình ảnh

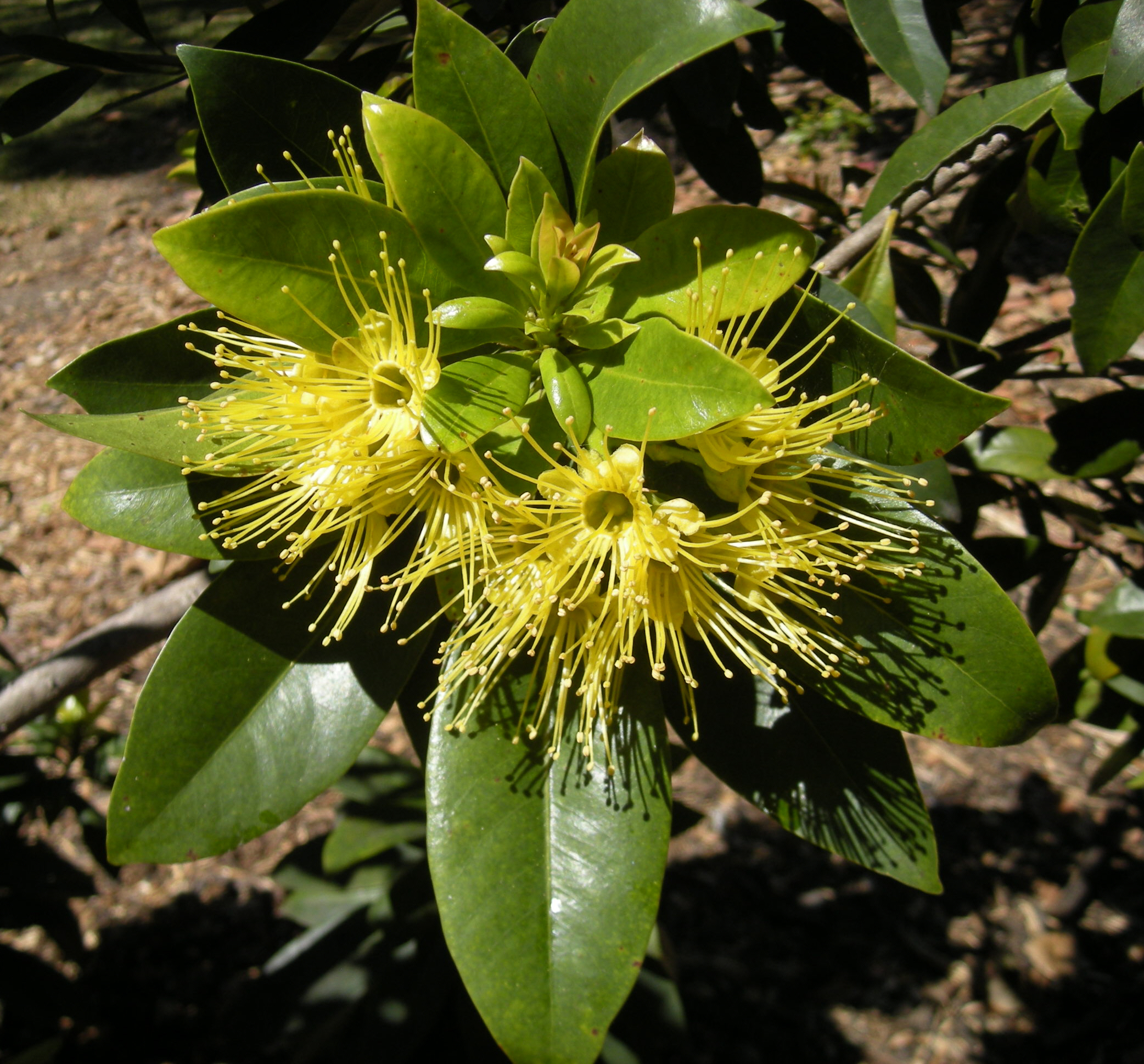
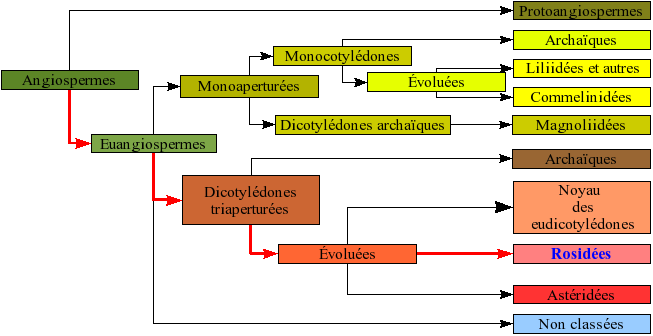
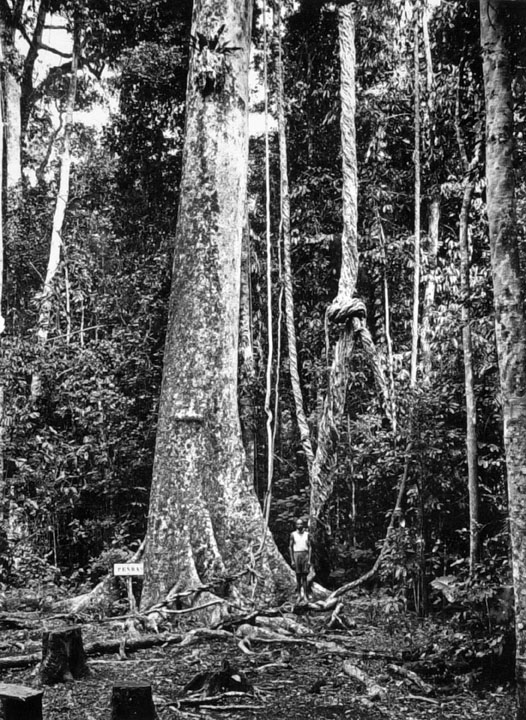
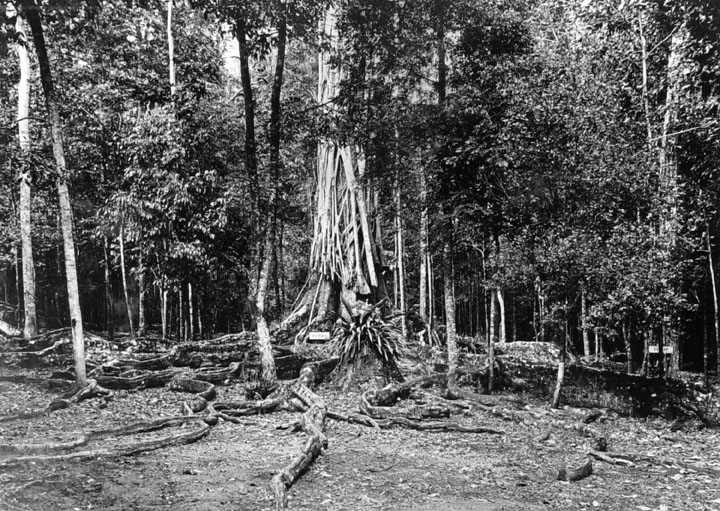